# Aussiger Anzeiger
Der Aussiger Anzeiger war eine Zeitung in Aussig in Nordböhmen, die erstmals am 18. August 1857 erschien. Herausgeber der wöchentlich erscheinenden Zeitung war Karl Wolfrum (* 17. November 1813 in Hof in Oberfranken; † 30. Mai 1888 in Aussig an der Elbe), Industrieller und Mitglied des Abgeordnetenhauses des österreichischen Reichsrates. Ab 1902 erschien sie unter dem Namen Aussiger Tagblatt.